# El Zompantle
El Zompantle är en ort i Mexiko.   Den ligger i kommunen Taxco de Alarcón och delstaten Guerrero, i den södra delen av landet, 120 km sydväst om huvudstaden Mexico City. El Zompantle ligger 2 187 meter över havet och antalet invånare är 148.
Terrängen runt El Zompantle är huvudsakligen kuperad, men åt sydost är den bergig. Runt El Zompantle är det ganska tätbefolkat, med 86 invånare per kvadratkilometer. Närmaste större samhälle är Taxco de Alarcón, 11,1 km öster om El Zompantle. I omgivningarna runt El Zompantle växer huvudsakligen savannskog.